# دونالد مک‌آلپاین
دونالد مک‌آلپاین (به انگلیسی: Donald McAlpine؛ زادهٔ ۱۳ آوریل ۱۹۳۴) یک فیلم‌بردار اهل استرالیا است.

## فیلم‌شناسی
| سال  | نام فیلم                         | کارگردان      | سِمَت       |
| ۱۹۸۰ | باشگاه                           | بروس برسفورد  | فیلم‌بردار |
| ۱۹۸۲ | طوفان                            | پل مازورسکی   | فیلم‌بردار |
| ۱۹۸۴ | مسکو روی هادسن                   | پل مازورسکی   | فیلم‌بردار |
| ۱۹۸۵ | پادشاه داوود                     | بروس برسفورد  | فیلم‌بردار |
| ۱۹۸۷ | یتیم‌ها                           | آلن جی پاکولا | فیلم‌بردار |
| ۱۹۸۹ | پدر و مادری                      | ران هاوارد    | فیلم‌بردار |
| ۱۹۸۹ | بامداد تو را می‌بینم              | آلن جی پاکولا | فیلم‌بردار |
| ۱۹۹۰ | استنلی و ایریس                   | مارتین ریت    | فیلم‌بردار |
| ۱۹۹۱ | راه سخت                          | جان بدهام     | فیلم‌بردار |
| ۱۹۹۱ | فرصت‌های شغلی                     | برایان گوردون | فیلم‌بردار |
| ۱۹۹۲ | پزشک مرد                         | جان مک‌تیرنان  | فیلم‌بردار |
| ۱۹۹۲ | بازی‌های میهن‌پرستانه              | فیلیپ نویس    | فیلم‌بردار |
| ۱۹۹۳ | مرد بدون چهره                    | مل گیبسون     | فیلم‌بردار |
| ۱۹۹۳ | خانم داوت‌فایر                    | کریس کلمبوس   | فیلم‌بردار |
| ۱۹۹۴ | خطر آشکار                        | فیلیپ نویس    | فیلم‌بردار |
| ۱۹۹۵ | نه ماه                           | کریس کلمبوس   | فیلم‌بردار |
| ۱۹۹۶ | رومئو + ژولیت                    | باز لورمن     | فیلم‌بردار |
| ۱۹۹۷ | لبه تیغ                          | لی تاماهوری   | فیلم‌بردار |
| ۱۹۹۸ | نامادری                          | کریس کلمبوس   | فیلم‌بردار |
| ۲۰۰۱ | مولن روژ!                        | باز لورمن     | فیلم‌بردار |
| ۲۰۰۲ | ماشین زمان                       | سایمون ولز    | فیلم‌بردار |
| ۲۰۰۳ | پیتر پن                          | پی. جی. هوگان | فیلم‌بردار |
| ۲۰۰۳ | مدیریت خشم                       | پیتر سگال     | فیلم‌بردار |
| ۲۰۰۵ | سرگذشت نارنیا: شیر، کمد و جادوگر | اندرو آدامسون | فیلم‌بردار |
| ۲۰۰۹ | خاستگاه مردان ایکس: ولورین       | گوین هود      | فیلم‌بردار |
| ۲۰۱۰ | خیابان اصلی                      | جان دویل      | فیلم‌بردار |
| ۲۰۱۲ | روانی                            | پی. جی. هوگان | فیلم‌بردار |
| ۲۰۱۲ | یکی من و یکی تو                  | شاکون باترا   | فیلم‌بردار |
| ۲۰۱۳ | بازی اندر                        | گوین هود      | فیلم‌بردار |
| ۲۰۱۵ | خیاط                             | جوسلین مورهوس | فیلم‌بردار |
| ۲۰۱۷ | عروسی علی                        | جفری واکر     | فیلم‌بردار |
| ۲۰۱۸ | برنج و لوبیا                     | لینا یاداو    | فیلم‌بردار |
| ۲۰۲۳ | در قابل حمل                      | جفری واکر     | فیلم‌بردار |
| ---- | -------------------------------- | ------------- | --------- |